# Erhard Hiltner
Erhard Hiltner (* 24. Mai 1893 in Tharandt; † 17. September 1934 in München) war ein deutscher Agrarwissenschaftler. Er wirkte seit 1922 an der Bayerischen Landesanstalt für Pflanzenbau und Pflanzenschutz in München. Seine Forschungsschwerpunkte waren die Ernährungsphysiologie und die Stoffwechselpathologie von landwirtschaftlichen Kulturpflanzen.

## Leben
Erhard Hiltner, ältester Sohn von Lorenz Hiltner, besuchte das Gymnasium in München und studierte seit 1913 Landwirtschafts- und Naturwissenschaften an der Technischen Hochschule und an der Universität München. 1914 meldete er sich als Kriegsfreiwilliger zum Heeresdienst. Nach dem Ende des Ersten Weltkrieges setzte er das unterbrochene Studium fort und promovierte 1922 an der Universität München mit einer Dissertation über die physiologische Wirkung des Nährelements Mangan auf das Wachstum von  Kulturpflanzen. Seit 1922 arbeitete er an der Bayerischen Landesanstalt für Pflanzenbau und Pflanzenschutz in München. 1929 wurde er zum Regierungsrat ernannt und am 1. April 1934 mit der Leitung der biologischen Abteilung dieser Anstalt betraut.
Hiltner hat vor allem die Beziehungen zwischen Boden- und Klimafaktoren und das Auftreten physiologischer Störungen bei landwirtschaftlichen Kulturpflanzen untersucht. Hervorzuheben sind seine Beiträge zur Tau-Forschung, insbesondere seine Erkenntnisse über die physiologische Bedeutung der Wasseraufnahme durch die oberirdischen Pflanzenorgane. Die von seinem Vater durchgeführten Versuche auf den Gebieten der Saatgutbeizung und der Samenimpfung setzte er mit neuen Fragestellungen fort. Auch der Wert phänologischer Beobachtungen für die Praxis des Pflanzenbaus war für ihn ein gewichtiges Forschungsfeld. Mehrere seiner Arbeiten berühren zugleich Fragen der menschlichen Gesundheit. Beachtenswert ist sein 1929 publizierter Beitrag Die Phänologie und ihre Bedeutung für die klimatische Behandlung der Pollenallergie. Das Gesamtverzeichnis seiner wissenschaftlichen Publikationen umfasst 58 Titel, darunter mehrere Beiträge in Handbüchern.
Hiltner verstarb bereits im 42. Lebensjahr an den Folgen einer Blinddarm- und Bauchfellentzündung.

## Publikationen
- Die physiologische Wirkung des Mangans auf das Wachstum der Pflanzen unter besonderer Berücksichtigung der Dörrfleckenkrankheit des Hafers. Diss. phil. Univ. München 1922.
- Lorenz Hiltner: Pflanzenschutz nach Monaten geordnet. Eine Anleitung für Gärtner, Landwirte, Obstbaumzüchter usw. 2. Auflage neu herausgegeben von Eduard Hiltner, gemeinsam neubearbeitet mit K. Flachs und A. Pustet. Verlag Eugen Ulmer Stuttgart 1926.
- Die Phänologie und ihre Bedeutung unter besonderer Berücksichtigung der phänologischen Beobachtungen an Winterroggen in Bayern während der Jahre 1917 bis 1923. Verlag Datterer Freising-München 1926 = Naturwissenschaft und Landwirtschaft H. 8.
- Die Phänologie und ihre Bedeutung für die klimatische Behandlung der Pollenallergie. In: Die Pollenallergie – Heuschnupfen, Heufieber, Heuasthma von M. J. Gutmann. Verlag der Ärztlichen Rundschau München 1929, S. 94–128.
- Der Tau und seine Bedeutung für den Pflanzenbau. Eine Theorie über die physiologische Bedeutung der Wasseraufnahme durch oberirdische Pflanzenorgane. In: Wissenschaftliches Archiv für Landwirtschaft Abt. A, Archiv für Pflanzenbau Bd. 3, 1930, S. 1–70.
- Wasserkultur und Vegetationsversuch. In: Handbuch der Pflanzenernährung und Düngerlehre. Herausgegeben von F. Honcamp. Bd. 1, Pflanzenernährung, Julius Springer-Verlag Berlin 1931, S. 623–686.
- Klima und Witterung als Ursachen nichtparasitärer Krankheiten. In: Sorauers Handbuch der Pflanzenkrankheiten Bd. 1. Die nichtparasitären und Viruskrankheiten, 1. Teil, Verlag Paul Parey Berlin 1933, S. 318–474.